# In a Box
„In a Box“ je píseň norské zpěvačky Margaret Berger. Jako singl byl vydán 21. února 2011. Autory písně jsou Margaret Berger a Thomas Nerbo Smagesjo. Singl byl vydán pod vydavatelstvím Universal Music Group.

## Seznam stop
1. „In a Box“ — 3:43